# HD 56456
HD 56456，又名CD-48 2807，SAO 218567、HR 2762，是一颗恒星，视星等为4.76，位于銀經259.31，銀緯-16.29，其B1900.0坐标为赤經7h 11m 52.6s，赤緯-48° -16.29′ 49″。